# Sarah Caldwell
Pour les articles homonymes, voir Caldwell.
Sarah Caldwell, née le 6 mars 1924 à Maryville dans le Missouri et morte le 23 mars 2006 à Portland dans le Maine, est une cheffe d’orchestre, impresario et metteuse en scène américaine.

## Jeunesse
Sarah Caldwell est née en 1924 à Maryville (Missouri) et a grandi à Fayetteville (Arkansas). C'était une enfant prodige, qui donna des récitals de violon dès l'âge de dix ans. Elle obtint son diplôme du lycée Fayetteville à 14 ans.
Elle obtint son diplôme de l'université Hendrix en 1944, et suivit des cours à l'université de l'Arkansas et au Conservatoire de musique de la Nouvelle-Angleterre. En 1946, elle remporte une bourse du Berkshire Music Center comme altiste. En 1947, elle met en scène Riders to the Sea (La Chevauchée vers la mer) de Ralph Vaughan Williams. Pendant 11 ans, elle a été la première assistante de Boris Goldovsky (en).

## Carrière
Sarah Caldwell déménagea à Boston en 1952 et devint chef de l'atelier d'opéra de l'université de Boston. En 1957, elle fonda le Groupe d'opéra de Boston avec 5 000 dollars, devenu ensuite la Compagnie d'opéra de Boston, où elle mit en scène de nombreux opéras et se forgea une réputation pour produire des œuvres difficiles sous pression. Elle était également connue pour mettre au point des variations intéressantes d'opéras classiques.

### Productions de la Compagnie d'Opéra de Boston
Parmi les principales œuvres qu’elle a dirigées et/ou mises en scène à Boston, on peut citer : Le Voyage de la lune, Otello (avec Tito Gobbi dans le rôle de Iago), Command Performance (première mondiale), Manon et Faust (avec Beverly Sills et Norman Treigle), Lulu (première sur la côte Est), I puritani (avec Dame Joan Sutherland), Intolleranza (première américaine), Boris Godunov (version originale), Hippolyte et Aricie (première américaine, avec Plácido Domingo), La Bohème (avec Renata Tebaldi et Domingo), Moses und Aron (première américaine), The Rake's Progress, Le Château de Barbe-Bleue, Carmen (avec Marilyn Horne), Macbeth (version originale), The Good Soldier Schweik, Le Pêcheur et sa femme (première mondiale, avec Muriel Costa-Greenspon ), La finta giardiniera, Norma (avec Sills), Les Troyens, Don Carlos (première américaine de la version française originale), Don Quichotte, Guerre et Paix (première américaine, avec Arlene Saunders), Benvenuto Cellini (première américaine, avec Jon Vickers), I Capuleti e i Montecchi, Montezuma (première américaine), Ruslan et Ludmila (première américaine), Rigoletto (avec Sills, Richard Fredricks et Susanne Marsee ), Stiffelio (première américaine), La Damnation de Faust, Tosca (avec Magda Olivero), La vida breve, El retablo de Maese Pedro, The Ice Break (première américaine), Aïda (avec Shirley Verrett dans le rôle principal), Die Soldaten (première américaine), La Ville invisible de Kitezh , Taverner (première américaine), The Makropoulos Case (avec Anja Silja, William Cochran, et Chester Ludgin), Médée (en français et grec), Dead Souls (première américaine), Der Rosenkavalier (avec Dame Gwyneth Jones), et enfin The Balcony (première mondiale en 1990).
Dans les années 1980, une branche de la Compagnie d'Opéra de Boston, Opera New England, a effectué une tournée d'opéra dans les États de la Nouvelle-Angleterre. Sarah Caldwell utilisait des jeunes chanteurs professionnels dans des productions avec orchestre et mise en scène complète. Elle trouvait les fonds par le biais de financements locaux, régionaux et fédéraux, notamment le National Endowment for the Arts, le Conseil des arts et des sciences humaines du Massachusetts, la Commission des arts du Connecticut, la Commission des arts du New Hampshire et la Commission des arts et humanités du Maine.

### Productions à New York, en Pennsylvanie et au Minnesota
Au New York City Opera, Caldwell monte en 1973 Der junge Lord et Ariadne auf Naxos (avec Carol Neblett). 
En 1974, elle devint la deuxième femme à diriger l'Orchestre philharmonique de New York, avec une programmation  entièrement féminine de compositeurs, dont Ruth Crawford Seeger, Lili Boulanger et Thea Musgrave.
Le 13 janvier 1976, Caldwell devient la première femme cheffe d'orchestre du Metropolitan Opera avec La traviata (avec Sills,,).
En 1976, elle mit en scène et dirigea Il barbiere di Siviglia (avec Sills et Alan Titus), qui fut télévisée sur PBS. Elle a également dirigé l'opéra bicentenaire Be Glad Then, America de John La Montaine, avec Odetta (Muse de l'Amérique), Donald Gramm (les patriotes), Richard Lewis (roi George III), David Lloyd (crieur public), les Chœurs de l'Université de Pennsylvanie, et l'Orchestre symphonique de Pittsburgh. 
En 1978, elle dirige L'elisir d'amore au Metropolitan, avec José Carreras et Judith Blegen. Elle est apparue avec l'Orchestre philharmonique de New York, l'Orchestre symphonique de Pittsburgh, l'Orchestre de Chambre de St. Paul et l'Orchestre symphonique de Boston.
En 1979, elle mit en scène et dirigea une représentation télévisée de Falstaff (avec Donald Gramm).
Caldwell a également mit en scène une production non musicale : la représentation de 1981 du Macbeth de Shakespeare au Lincoln Center, diffusé à la télévision en 1982. Y jouaient Philip Anglim et Maureen Anderman, ainsi que Kelsey Grammer dans le rôle de Ross.

## Récompenses et distinctions
En 1975, Caldwell reçut un DFA du Bates College. En 1997, elle a reçu la médaille nationale des arts. Elle a été intronisée au Arkansas Entertainers Hall of Fame.

## Mort
Elle est morte à 82 ans d'une insuffisance cardiaque au Centre médical du Maine, à Portland,,.

## Discographie
- Donizetti : Don Pasquale (Sills, Kraus, Titus, Gramm ; Caldwell, 1978, EMI)

## Vidéographie
- Rossini : Il barbiere di Seviglia (Sills, H.Price, Titus, Gramm, Ramey ; Caldwell, Caldwell, 1976) [en direct]